# Резня в Сабре и Шатиле
Са́бра и Шати́ла (араб. صبرا وشاتيلا‎) — лагеря палестинских беженцев, расположенные в Западном Бейруте. 16 и 17 сентября 1982 года, в период гражданской войны в Ливане и в ходе Ливано-израильской войны 1982 года, боевики ливанской партии Катаиб провели в лагерях беженцев Сабра и Шатила в предместье Бейрута военную операцию по поиску и уничтожению палестинских боевиков. В ходе резни было убито от 460 до 3500 мирных жителей.
Резня произошла после того, как 14 сентября 1982 года в результате взрыва бомбы, заложенной сирийским агентом, был убит президент Ливана — христианин Башир Жмайель — и ещё десятки человек. На следующее утро 15 сентября израильские войска, вопреки ранее достигнутым договорённостям между США и Израилем, заняли Западный Бейрут (США ранее гарантировали ООП безопасность гражданских лиц западного Бейрута и что израильские войска туда не войдут).
К этому моменту силы ООП покинули Бейрут в соответствии с международными договорённостями, предусматривающими их полную эвакуацию, и под наблюдением международных вооружённых сил. Несмотря на это, ряд источников утверждает, что в лагерях оставалось ещё много боевиков ООП.
Фалангисты были союзниками израильтян и, в ходе захвата Западного Бейрута и планирования зачистки лагерей от предполагаемо находящихся там боевиков, действовали в координации с ними. Израильтяне во время резни обеспечивали оцепление лагерей. Роль Израиля в резне является неоднозначной и широко обсуждается.
В Сабре и Шатиле погибло более 700 человек. Комиссия Кахана приводит мнение израильской военной разведки, согласно которому количество жертв могло составить 700—800 человек, и данные о том, что к 30 сентября ливанскими Красным крестом, армейскими медицинскими подразделениям и службой гражданской обороны в лагерях были обнаружены 460 тел погибших, большей частью — мужских. Более 30 из них были сирийцами, иракцами или другого происхождения. Также были опознаны тела 15 ливанских и палестинских женщин и 20 детей. Однако, по свидетельству врача-очевидца Пера Мехлумсхагена, ещё 19 сентября Международный Красный крест определил количество убитых в 1500 человек.

В некоторых публикациях утверждается, что поводом к резне послужила месть за массовое убийство мирного населения в христианском городе Дамур, устроенное в 1976 году отрядами Организации освобождения Палестины и их союзниками, а также за убийство Башира Жмайеля, христианина-маронита, избранного президентом Ливана, но не успевшего вступить в должность.

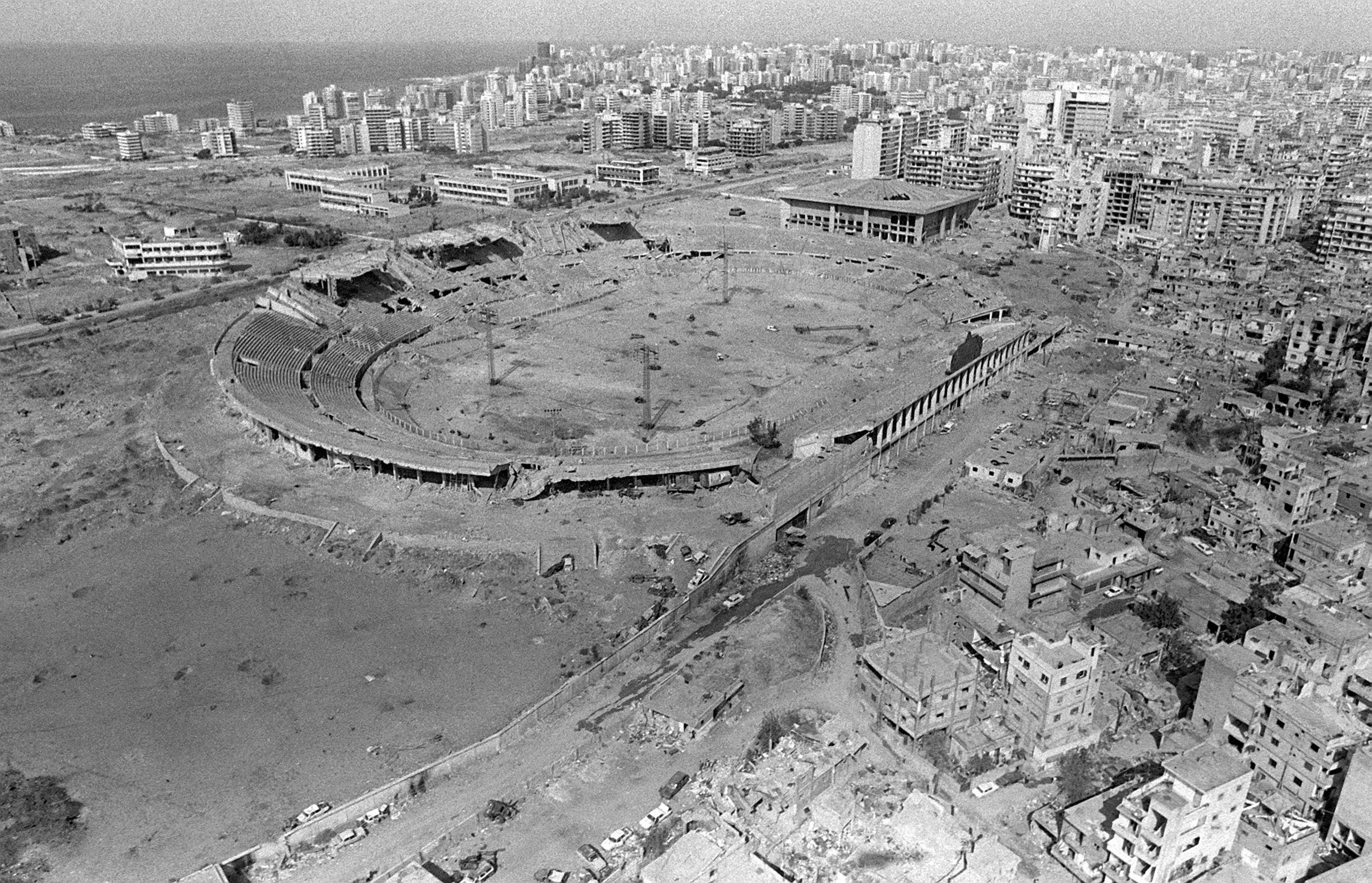
Стадион в Бейруте, использовавшийся ООП как место снабжения боеприпасами во время конфронтации с Израилем, 1982

## Исторический фон

### Гражданская война в Ливане
С 1975 года по 1990 год в Ливане шла гражданская война между рядом общинных милиций и политических партий про- и антиправительственного толка, попеременно поддерживаемых разными иностранными государствами. В войне принимали активное участие палестинские организации, вставшие на сторону антиправительственной коалиции «Национально-патриотические силы», объединявшей в своём составе различные партии и группировки, в основном, состоявшие из мусульман и организаций левого толка. В результате противоборства этих групп произошло несколько случаев массового убийства гражданского населения, в результате которых погибли тысячи человек. Так, 18 января 1976 года правохристиане-фалангисты, взяли штурмом Карантину (мусульманский квартал Бейрута, контролируемый ООП), в сопутствующей резне погибло более 1000 человек, включая мирных жителей. Боевики ООП, в свою очередь, через 2 дня 20 января 1976 года захватили христианский город Дамур, в ходе атаки и в последовавшей за ней резне погибло 584 человека. В августе того же года объединённые правохристианские силы после длительной осады захватили палестинский лагерь беженцев Тель аль-Затаар, являвшийся главной военной базой палестинцев в христианском Восточном Бейруте, где во время штурма и в последовавшей за ним резне погибло по разным оценкам от 1500 до 3000 палестинцев.
Находящийся в состоянии гражданской войны Ливан был частично оккупирован сирийскими войсками, переместившими лагеря боевиков ООП, с которыми на первом этапе войны сирийцы воевали, в южную часть Ливана — на границу с Израилем.

### Ливанская война (1982)
Присутствие ООП в Ливане стало сильным дестабилизирующим фактором в конце 1970-х годов. Южный Ливан контролировался вооружёнными отрядами ООП, лагеря беженцев превратились в тренировочные базы боевиков. В течение ряда лет с баз в Южном Ливане совершались обстрелы и террористические нападения на Израиль. Израиль отвечал авианалётами и ограниченными наземными операциями.
6 июня 1982 года, в ответ на покушение палестинских террористов из враждебной ООП организации ОАН на израильского посла в Лондоне Шломо Аргова, Израиль начал операцию «Мир Галилее».
1 сентября 1982 года, после ожесточённых боёв в районе Бейрута, вооружённые силы ООП покинули Ливан под наблюдением международных сил в рамках договорённостей с Израилем. Израиль в ответ обязался не вводить войска в населённый палестинцами и мусульманами Западный Бейрут. США дали гарантию безопасности оставшихся в Ливане палестинских гражданских лиц.
15 сентября, после убийства 14 сентября Башира Жмайеля, ливанского христианина, выбранного менее чем за месяц до этого президентом Ливана, израильские войска, вопреки ранее заключённым договорённостям, вошли в Западный Бейрут. Ливанские христиане считали, что в гибели Жмайеля виноваты палестинцы.

## Лагеря Сабра и Шатила
Лагеря Сабра и Шатила были созданы после того, как большая часть арабского населения Палестины покинула свои дома в результате арабо-израильской войны 1947—1949 годов. После войны Израиль реквизировал земли и дома беженцев и запретил им возврат на территорию Израиля. Ливанское правительство отказалось предоставить беженцам гражданство и социально-экономические условия их проживания были крайне низкими.
В 1970 году, после попытки создать в Иордании «государство в государстве», боевики ООП были изгнаны из Иордании и перебрались в Ливан. Их базами стали лагеря беженцев, в том числе Сабра и Шатила. Появление в Ливане палестинских боевиков дестабилизировало конфессионально-этнический состав этой страны, что сыграло не последнюю роль в начале многолетней гражданской войны в Ливане.
Согласно ряду источников, лагеря Сабра и Шатила были главным тренировочным центром международного терроризма. Большинство террористов со всего мира (Красные бригады из Италии, Фракция Красной Армии из Германии, Баскская ЭТА, Ильич Рамирес Санчес, Абу Нидаль, исламисты из Ирака, Ливии, Йемена, Египта, Алжира) обучались там у специалистов ООП захвату самолётов, использованию пластиковой взрывчатки и подрыву автомобилей в Европе, и по всему миру против представительств США и Израиля. Многие ливанцы, захваченные боевиками ООП, не вышли живыми из этих лагерей. Будучи представителем враждебной палестинцам партии в гражданской войне в Ливане, Найджар так же заявляет, что резня в Сабре и Шатиле «не была ошибкой, но представляла собой невозможность со стороны христианской общины и далее терпеть своё истребление и запланированный геноцид».
Найджар пишет:
Действия Арафата в Ливане нельзя назвать иначе как варварством. Христианам отрубали головы, юных девушек насиловали, детей и их родителей убивали прямо на улицах. Палестинцы нападали на христиан, не делая различий между мужчинами и женщинами, взрослыми и детьми. Они считали своими врагами всех христиан и убивали их, невзирая на возраст и пол.

Согласно А. Клейну, есть основания полагать, что в сентябре 1982 года в лагерях Сабра и Шатила был убит Мохаммед Сафади, один из трёх террористов «Чёрного сентября», который участвовал и выжил в теракте на Мюнхенской олимпиаде в 1972 году.

## Фалангисты
Фалангисты принадлежали к националистической ливанской христианской партии Катаиб («Ливанские Фаланги»). Партия была основана в 1936 году Пьером Жмайелем. Партия играла значительную роль в политике страны, придерживаясь прозападного курса. Во время вооружённых столкновений 1958 года фалангисты в союзе с партией дашнаков защищали президента страны Камиля Шамуна против блока мусульманско-левых организаций во главе с Камалем Джумблатом. В 1968 году фалангисты вместе с Национал-либеральной партией и партией Национальный Блок образовали т. н. «Тройственный альянс», располагавший 30 местами из 99 в парламенте Ливана. Позже Национальный Блок вышел из альянса, будучи несогласным с Каирским договором 1969 года.
13 апреля 1975 года фалангисты расстреляли автобус с палестинцами, в ответ на покушение на своего лидера Пьера Жмайеля со стороны палестинских боевиков. Этот инцидент вызвал многолетнюю гражданскую войну в Ливане. В 1980 году, в результате покушения на сына шейха Пьера — Башира Жмайеля — командующего Силами регулирования Катаиб — фалангистской милицией и объединёнными вооружёнными формированиями правохристианского блока Ливанские силы — погибла его 18-месячная дочь Майя и ещё 7 человек.
С начала гражданской войны в Ливане израильская сторона наладила тесные связи с фалангистами и снабжала их вооружением, униформой и прочими материалами. За связь израильской стороны с фалангистами отвечал Моссад.
В 1982 году фалангисты горячо поддержали израильское вторжение в Ливан. Однако отказались принимать участие в боевых столкновениях израильской армии с палестинцами и левыми организациями. В интервью израильскому телевидению глава партии фалангистов шейх Пьер Жмайель на вопрос о том, почему фалангисты не принимают участия в вооружённых действиях, заявил, что они не хотят стать чужаками в арабском мире. Открыто на стороне израильтян выступила ливанская националистическая организация «Стражи кедров» во главе со своим лидером Этьеном Сакером. Во время наступления на юге страны израильские войска тепло встречались как христианским, так и мусульманским (в основном, шиитским) населением, уставшим от постоянного произвола со стороны палестинских организаций
. По данным комиссии Кахана, начальник израильского генштаба Эйтан дал фалангистам указание воздерживаться от участия в боях, поскольку опасался, что они будут мстить мирному населению. Руководство фалангистов полагало, что палестинские беженцы ставят под угрозу положение христиан в Ливане (с политической и демографической точек зрения), и выступало за их выдворение из страны, в том числе и используя насилие. После израильского вторжения в Ливан фалангисты носили израильскую военную форму с эмблемой, включающей надпись «Ketaib Lubnaniyeh» и изображение кедра.

## Мнения о наличии боевиков ООП в Сабре и Шатиле
ООП заявила, что её боевики полностью покинули Бейрут за две недели до резни в соответствии с договорённостями. Однако обстрелы израильских войск в процессе окружения лагерей и ряд свидетельств показывают, что в день операции в лагерях было некоторое количество вооружённых людей с палестинской и ливано-мусульманской стороны.
Их количество и принадлежность являются предметом дискуссии. В частности, после убийства Жмайеля Ариэль Шарон заявлял, что ООП оставила в Западном Бейруте 2—3 тысячи боевиков. Израильские журналисты Зеэв Шифф и Эхуд Яари в книге «Israel’s Lebanon War», писали, что перед началом операции в лагерях могли оставаться до 200 вооружённых и хорошо оснащённых боевиков, базировавшихся в подземных бункерах, сооружённых ООП за предыдущие годы. Информацию о наличии боевиков ООП в Сабре и Шатиле, а также хорошо замаскированных подземных укреплений, подтвердил неоднократно бывавший в этих лагерях союзник ООП, известный международный террорист Ильич Рамирес Санчес:

В Шатиле подземные укрытия не были обнаружены ливанскими силами и бойцы Народного фронта в Шатиле пережили бойню... Они были в Шатиле, были под землёй. В Сабре этого не было, и там действительно перебили немало народу.
Оригинальный текст (исп.)En Chatila, las fuerzas libanesas no descubrieron los subterraneos y los combatientes del Frente popular de Chatila sobrevivieron a la masacre... Estaban en Chatila, estaban enterrados. En Sabra no habia eso y all so mataron a unos cuantos

Наличие боевиков в Сабре и Шатиле подтвердила также израильская комиссия Кахана. В отчёте говорится, что:

Согласно информации из разных источников террористы не выполнили своих обязательств эвакуировать все свои силы из Западного Бейрута и сдать своё оружие армии Ливана, но оставили в Западном Бейруте по различным оценкам примерно 2000 бойцов, а также много складов оружия.
На момент входа фалангистов в лагеря беженцев там находились силы вооружённых террористов. Мы не можем определить размеры этих сил, но у них имелись разные виды оружия.

Возможно определить, что эти силы вооружённых террористов не были вывезены во время общей эвакуации, но остались в лагерях с двумя целями. А именно: для возобновления подпольной террористической активности в более поздний период и для защиты гражданского населения, оставшегося в лагерях. Надо иметь в виду, что в результате вражды преобладающей между различными сектами и организациями, населению без военной защиты грозила резня.
По оценке комиссии в Западном Бейруте осталось также около 7000 членов левой милиции «Аль-Мурабитун», союзников ООП, эвакуацию которых соглашение не предусматривало.
По утверждениям палестинских свидетелей и данным некоторых журналистов, лагеря пыталась защитить малочисленная и плохо вооружённая группа палестинцев и ливанцев.

## Ход событий
15 сентября в 6:00 армия Израиля вошла в Западный Бейрут. Согласно отчёту Кахана, вначале вооружённого сопротивления не было, но через несколько часов завязались бои с находящимися в городе вооружёнными боевиками. В результате 3 солдата погибли и более 100 были ранены. В процессе окружения и блокирования кварталов Сабра и Шатила из восточной части Шатилы был открыт сильный огонь. Один израильский солдат был убит и 20 ранено. В течение этого дня и в меньшей степени 16—17 сентября из Сабры и Шатилы неоднократно открывался огонь из РПГ и лёгкого стрелкового оружия по командному пункту и солдатам окружавшего лагеря батальона. Израильтяне в ответ обстреливали лагеря из артиллерии.
Факты о потерях армии, приведённые комиссией Кахана, отрицают некоторые журналисты (см.ниже[уточнить]), утверждающие, что обстрела израильтян не было и что израильтяне обстреливали беззащитные лагеря. Израильский историк Бенни Моррис пишет, что вход израильтян в западный Бейрут «практически не встретил сопротивления», так как силы Сирии и ООП покинули город месяцем ранее.
В этот же день израильское командование обратилось к руководству ливанской армии с просьбой о зачистке лагерей от находящихся там, по его мнению, террористов, но после консультаций с премьер-министром Ливана Ваззаном руководство ливанской армии отвергло это предложение. После этого Шарон и начальник генерального штаба Израиля Эйтан решили использовать для этой операции фалангистов.
Использование фалангистов объяснялось, в том числе, стремлением уменьшить потери ЦАХАЛа в Ливане, желанием пойти навстречу общественному мнению в Израиле, не удовлетворённому тем, что фалангисты только «пожинают плоды» войны, не принимая в ней участия, и возможностью использовать их профессионализм в выявлении террористов и тайников с оружием.
Шарон, Эйтан и руководство фалангистов обсудили детали операции, которое получила кодовое название «Железный ум» («The iron Mind»).
Роберт Марун Хатем (Robert Hatem), который был в то время начальником службы безопасности Ильяса Хобейки (влиятельный полевой командир, начальник службы безопасности фалангистов), написал в 1999 г. спорную (см. ниже) неофициальную биографию своего шефа «From Israel to Damascus», запрещённую в Ливане. В ней он пишет:
- "После полудня 16 сентября 1982 г. до того, как ливанские военные вошли в лагеря беженцев, «Шарон дал чёткие указания Хобейка принять необходимые меры, чтобы его люди держались в рамках закона». Несмотря на это, Хобейка отдал свой собственный приказ: «Полное истребление… Лагеря должны быть стёрты [с лица земли]».

Согласно данным Ynetnews:
- «Во время совещания представители ЦАХАЛя подчеркнули, что гражданское население не должно пострадать»[32].

16 сентября в 6 часов вечера, в соответствии с планом, отряды фалангистов, в общей сложности около 200 человек, зашли в кварталы Сабра и Шатила с целью «зачистки террористов ООП». Израильские солдаты обеспечивали оцепление и запускали осветительные ракеты.
Согласно Моррису, перестрелка между фалангистами и жителями лагерей затихла практически сразу после входа фалангистов в лагерь — в 6 часов вечера. Силы фалангистов разбились на мелкие отряды и передвигались от дома к дому, убивая их жителей. Резня продолжалась без перерыва в течение почти 30 часов. Многие жители лагерей спали в ночь начала резни, не зная, что в лагере находятся фалангисты. Звуки перестрелки не пугали их, так как стали привычными в предшествовавшие дни.
Вскоре стали поступать сообщения о происходящей в лагере резне гражданских лиц... На второй день резни фалангисты ворвались в госпиталь Акка, расположенный внутри лагерей, сообщается, что они убивали там пациентов, изнасиловали и убили двух медсестёр и надругались над их трупами (Куртис). Затем жителей лагеря доставляли на стадион, расположенный неподалёку. Согласно палестинским свидетельствам, по прибытии туда мужчинам велели ползти по земле и тех, кто полз быстро, убивали на месте, потому что это могло свидетельствовать, что они боевики (Пеан).
17 сентября Два израильских журналиста независимо друг от друга потребовали комментариев по поводу поступающих сообщений о резне гражданских лиц у Ицхака Шамира и Шарона, но не получили ответа. Израильский журналист Зеев Шифф попробовал получить через министра Ципори комментарии по поводу полученного им сообщения о резне гражданских лиц у Ицхака Шамира, но ответа не получил.
Фалангисты оставались в Сабре и Шатиле до 8 утра 18 сентября. В 9 утра того же дня попавшие в лагерь израильские и иностранные журналисты обнаружили в нём сотни трупов.
Согласно сообщениям израильских журналистов Зеева Шиффа и Эхуда Яари:

Кроме массового убийства целых семей, фалангисты позволяли себе ужасные виды садизма, например, вешали активированную гранату на шею жертвы. В одном наиболее ужасном акте варварства ребёнок был забит насмерть ногами человеком, носящим ботинки с шипами. Вся деятельность фалангистов в Сабре и Шатиле, как казалось, была целиком направлена против гражданских лиц. 
… 
У нас имеется много описаний изнасилований, изнасилований беременных женщин, у которых был вырезан после этого плод, женщин с отрубленными руками, серьги вырывались из ушей.

Неизвестное количество неопознанных трупов было закопано фалангистами с помощью бульдозеров во рвах на пустыре в южной части лагерей.

## Обвинения в адрес ЦАХАЛа и ШАБАКа
В своей статье Ричард Куртис, исполнительный директор организации «American Educational Trust», издающей «Washington Report on Middle East Affair», утверждает:
- 15 сентября ... израильские войска подвергали спорадическим артиллерийским обстрелам лагеря Сабру и Шатилу, несмотря на то, что оттуда не было ответного огня, так как последние защитники из ООП были эвакуированы две недели назад, и все виды вооружения, более чем пистолеты, были тогда же изъяты.

(хроника боёв и потери ЦАХАЛя, приведённые в отчёте Кахана, а также приводимые рядом источником данные о возможно неэвакуированных боевиках ООП (см. выше) опровергают написанное Куртисом).
- днём 16 сентября [ещё до начала резни] из лагеря вышли 5 старейшин с белым флагом, которые хотели просить израильтян прекратить обстрелы лагерей из артиллерии. Но четверо из парламентёров были убиты у блокпоста израильской армии (источники не определяют кем конкретно). Эти же данные, независимо от Куртиса, приводят двое западных журналистов, находящихся в Бейруте в 1982 году — левые активисты и давние критики Израиля Ralph Schoenman[неавторитетный источник] и Mya Shon[неавторитетный источник][37].

Опрошенные ими жители лагеря утверждали, что убитые парламентёры хотели разъяснить израильтянам, что 1) лагеря находятся в состоянии полной капитуляции и 2) что в лагерях нет оружия, так как оно было передано многонациональным силам за две недели до этого.
- По данным Куртиса, израильские солдаты не выпускали из зоны оцепления группы женщин, пытавшихся спастись от фалангистов.

Организацию «American Educational Trust» Антидиффамационная лига (АДЛ) определила как антиизраильскую, а самого Куртиса — в числе выступавших в Liberty Lobby, по определению АДЛ — наиболее активной и влиятельной антисемитской организации в США.
Пьер Пеан из газеты Ле Монд пишет:
- «По свидетельствам палестинцев, израильские солдаты принимали участие в арестах, грабежах, избиениях и расстрелах непосредственно рядом с лагерями и внутри них. Согласно этим же свидетельствам, часть мужчин, детей и подростков мужского пола, арестованные израильтянами, позже оказались убитыми»[27].

Пример свидетельства:
- «… я не знаю, говорили ли они на иврите, но я точно уверена, что они были израильтянами, так как носили форму, отличную от ливанской, и не знали арабского»[27].

Клаус Ларсен, корреспондент газеты «Ланд о фольк» (Дания), также написал о том, что нижние чины израильской армии находились на территории лагеря вместе с фалангистами. В качестве доказательства он привёл не только свидетельства выживших свидетелей-палестинцев, но и переданные ими вещественные доказательства: найденные в развалинах документы сержанта ЦАХАЛ Б. Хаима (удостоверение личности № 5731872) и солдатский знак № 3350074.
Израильская комиссия Кахана (см. ниже) полностью отвергла (назвав их безосновательной клеветой) обвинения в непосредственном участии израильских военных в резне, в том числе и обвинения Ларсена. Комиссия представила доказательства того, что сержант Бенни Хаим Бен-Йосеф, чьи документы были найдены в лагере Сабра 22 сентября, был ранен 15 сентября в результате обстрела из лагеря и эвакуирован в Израиль. Его загоревшаяся куртка, в которой был пакет с документами, была сброшена медработником на дорогу, поскольку в ней находились и могущие взорваться гранаты.

## Обвинения в адрес Сирии и сирийской разведки
По мнению Роберта Маруна Хатема, резню организовал его шеф, Элие Хобейка, по указанию сирийской разведки с целью скомпрометировать Израиль.
Роберт Марун Хатем по кличке «Кобра», в то время телохранитель командира фалангистов Эли Хобейки, в своей книге «From Israel to Damascus» утверждал, что последний, будучи сирийским агентом, специально, вопреки инструкциям израильского военного командования, устроил резню мирных людей с целью скомпрометировать Израиль.
Обвинение Хатема подтверждается тем фактом, что Хобейка после резни много лет жил в Ливане и даже был министром в просирийском правительстве страны. Ни ООП (изгнанная из Ливана в 1982 году), ни Сирия, ни их мусульманские союзники в Ливане не преследовали Хобейку, несмотря на его непосредственное участие в резне. Более того, Сирия осуществляла охрану Хобейки до 2001 года (Салех аль-Наами, ХАМАС).
Убийство Хобейки 25 января 2002 года, за три дня до вылета в Брюссель в связи с предполагавшимся судом о расследовании роли Шарона в резне, породило множество толкований (см. раздел «Убийство Элие Хобейки»).

## Комиссия Кахана
После того как стали известны подробности резни, израильская оппозиция потребовала расследовать степень ответственности Израиля за происшедшее. 24 сентября в Тель-Авиве состоялась демонстрация (по различным оценкам — от 200 до 400 тысяч участников) с требованием отставки главы правительства Бегина и министра обороны А. Шарона и назначения судебной комиссии. Это была одна из наиболее массовых акций протеста в истории Израиля, в которой участвовало почти 10 % населения страны.
Сначала правительство Бегина заявило, что Израиль не несёт никакой ответственности за резню. Было выпущено заявление правительства, где все обвинения в адрес Израиля назывались «кровавым наветом» и антисемитизмом. «Гои убивают гоев, а евреи виноваты!», — заявил Бегин на заседании правительства и отказался отправлять Шарона в отставку.
Газета «Давар» (орган оппозиционной рабочей партии МАПАМ), с самого начала занявшей резко отрицательную позицию по отношению к войне, писала:

"Преступление, которое было подготовлено теми, кто совершил резню в Дейр-Ясине [Бегин] и командовал рейдом на Кибию [Шарон]…. позорит сегодня целую нацию.

Из-за растущего недовольства внутри Израиля, несмотря на сопротивление многих министров, полагавших, что расследование принесёт вред стране, премьер-министр Менахем Бегин создал 29 сентября 1982 независимую комиссию под руководством Председателя Верховного суда Израиля Ицхака Кахана.
В отчёте комиссии говорится, что резня произведена арабами против арабов, и что ни один израильский солдат или прямой союзник Израиля (имелись в виду части Армии Юга Ливана) не принимал в ней участие.
В то же время комиссия сочла, что министр обороны Ариэль Шарон проявил халатность, не учтя возможность мести со стороны христиан-фалангистов и предоставив их вооружённым отрядам возможность свободно и бесконтрольно передвигаться по территории. Комиссия рекомендовала Шарону «сделать личные выводы» (Шарон был вынужден подать в отставку с поста министра обороны). Комиссия также нашла неудовлетворительными действия начальника Генерального штаба Рафаэля Эйтана, начальника военной разведки Иехошуа Саги (уволен с должности) и директора «Моссад» Нахума Адмони. Вина последнего была признана незначительной. Кроме того, комиссия выдвинула претензии к министру иностранных дел Ицхаку Шамиру, который не обратил внимания на информацию, переданную ему министром Мордехаем Ципори сразу после начала резни в Сабре и Шатиле.
После отчёта комиссии кабинет министров проголосовал за отставку Шарона с поста министра обороны, хотя у него остался пост министра без портфеля.
Отчёт комиссии Кахана был оценён в США и западной Европе как значительный пример самокритики в демократическом государстве.
Министр внутренних дел Франции отметил:
- «Этот отчёт делает честь Израилю и даёт миру новый урок демократии.»

«La Stampa»:
- «Трудно найти другой такой народ, находящийся в состоянии войны, который бы позволил себе быть предметом такой открытой самокритики»[50]

Главарь фалангистов Хобейка жаловался, что его не допросили и он «не смог доказать свою невиновность».

## Попытки судебных преследований Ариэля Шарона

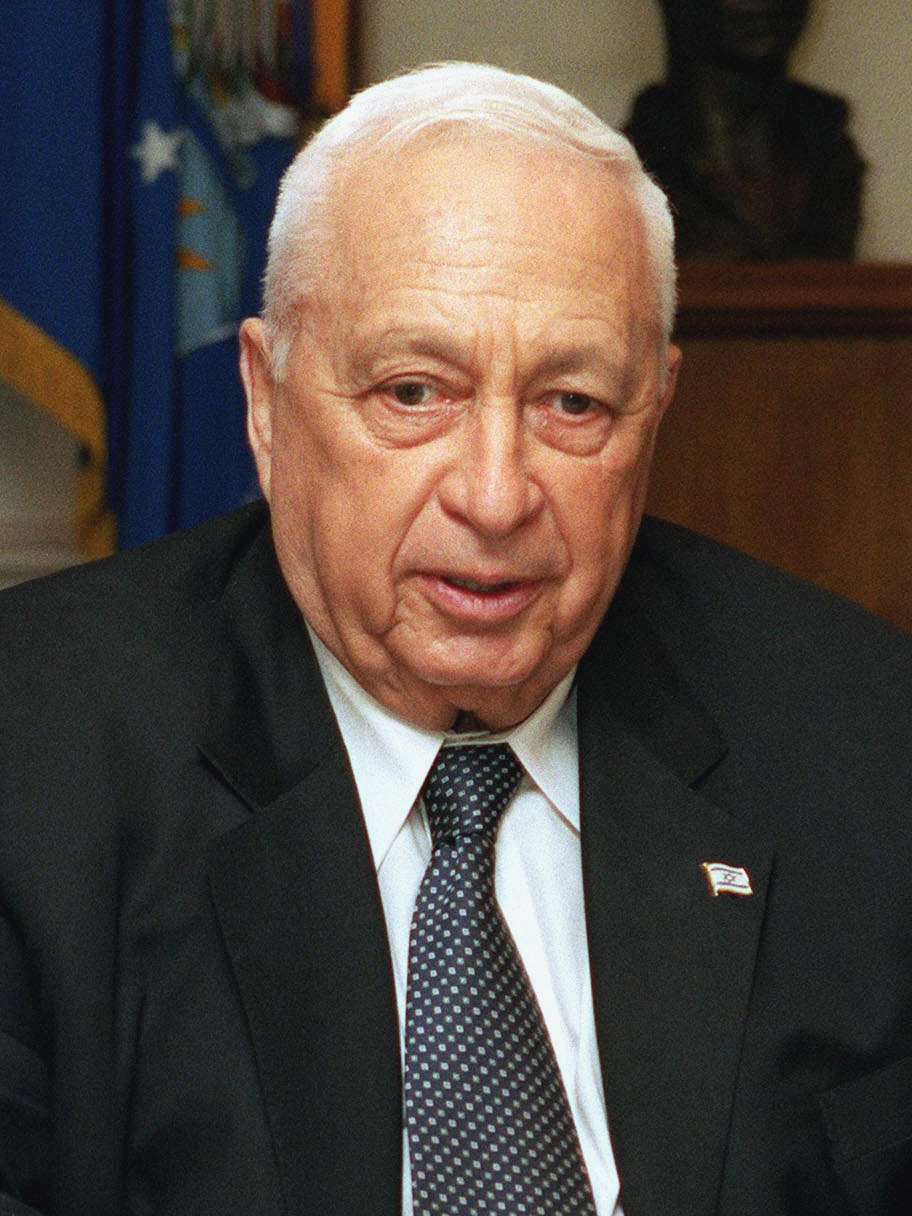
Ариэль Шарон

Спустя полгода после резни журнал «Тайм» спорно проинтерпретировал заключения комиссии Кахана, утверждая, что Шарон «посоветовал» фалангистам отомстить таким образом (то есть резнёй). Шарон подал в суд на «Тайм» за клевету. Присяжные признали, что журнал оклеветал Шарона и повредил его репутации, но для формального выигрыша дела общественным деятелем требовалось также доказать, что редакция действовала со злостным умыслом и пренебрежением к истине — этот пункт иска доказан не был.
В 2001 году в бельгийском суде родственники убитых в 1982 году в Бейруте предприняли безуспешную попытку привлечь Шарона к ответственности в качестве военного преступника. Дело было подано в бельгийский суд, поскольку в 1993 году в Бельгии был принят закон, позволяющий судить за военные преступления, совершённые в любом месте мира. Суд принял дело к рассмотрению, однако позже отклонил его, так как согласно бельгийскому закону от 1876 года обвиняемый должен быть в Бельгии во время совершения преступления или во время суда над ним. Ряд источников полагает, что это было скорее политическое, чем юридическое решение.

## Убийство Элие Хобейки
Хобейка, командир фалангистов, «отличившихся» в Сабре и Шатиле, был убит 25 января 2002 года за три дня до своего вылета в Брюссель, где хотели на его показаниях построить обвинение против Ариэля Шарона. Он погиб при взрыве машины, при этом было убито ещё 5 человек. Ответственность за взрыв взяла на себя ранее неизвестная ливанская антисирийская группа, однако это сообщение вызвало у многих сомнение.
Один из бывших помощников Хобейки также был убит вместе с женой неизвестными из пистолета с глушителем в Бразилии, а другой погиб при странных обстоятельствах, врезавшись на машине в дерево в Нью-Йорке. Оба погибли в преддверии слушаний в Бельгии примерно в одно время с Хобейкой, один 31 января 2001 года, а второй 22 марта 2002 года.

### Версия о вовлечённости Сирии
По утверждению В. Мостового, не подтверждённому иными источниками, адвокат Хобейки выступил на пресс-конференции, где буквально дословно сказал следующее:
- «Мой клиент говорил мне что скажет правду: Шарон не отдавал приказа о массовой расправе… Христиане вошли в лагеря палестинских беженцев, потому что узнали, что Арафат оставил там сотни своих бандитов с оружием, и они обстреливали фалангистов и солдат Шарона».

Адвокат считал, что Хобейка был убит потому, что его показания не устраивали «террористическую Организацию Освобождения Палестины, её лидера Я. Арафата и сирийскую разведку».
Бельгийский сенатор, Винсент ван Квикенборн (Vincent Van Quickenborne), посетивший Хобейка перед убийством, сообщил в интервью телеканалу Аль-Джазира 26 января 2002 г., как Хобейка сказал ему, что не планирует обвинять Шарона в ответственности за резню. Хобейка также заявил, что и сам полностью невиновен, так как «не был в тот день в Сабре и Шатиле». Квикенборн не исключает возможности, что Хобейка сказал, что не собирается обвинять Шарона, опасаясь за свою жизнь.
Журналист газеты Хаарец Цви Барель и некоторые видные фигуры в Ливане считали, что за убийством Хобейки стоит Сирия, опасавшаяся раскрытия её роли в резне.
Согласно «The World Lebanese Cultural Union», после терактов 11.09 в США Хобейка попытался предложить ЦРУ свои услуги в поимке Мугния, бывшего начальника спецслужб террористической организации «Хизбалла». После этого, в конце 2001 года, сирийцы полностью прекратили охрану Хобейка, поручив юридическим инстанциям Ливана предпринять соответствующие акции против него, или, как минимум, пригрозить ими.

### Версия о вовлечённости Израиля
Министр внутренних дел Ливана и арабская пресса обвинили в убийстве Хобейки Израиль и Ариэля Шарона, который в то время был министром обороны Израиля. По мнению арабской прессы, таким образом израильские спецслужбы заставили замолчать основного свидетеля участия Шарона в проведении резни. Газета The Daily Star писала, что Хобейка рассказал её редактору, что сделал и передал своим адвокатам на случай своей смерти аудиозапись, в которой изобличается роль Шарона в резне, «ещё большая чем принято считать». Однако по состоянию на декабрь 2013 года никаких сведений о публикации подобной аудиозаписи нет.
В ответ на обвинения арабской прессы в убийстве Хобейки Шарон заявил «С нашей точки зрения, у нас нет никакой связи с этим делом вообще, и это даже не стоит того, чтобы комментировать».

## Международная реакция

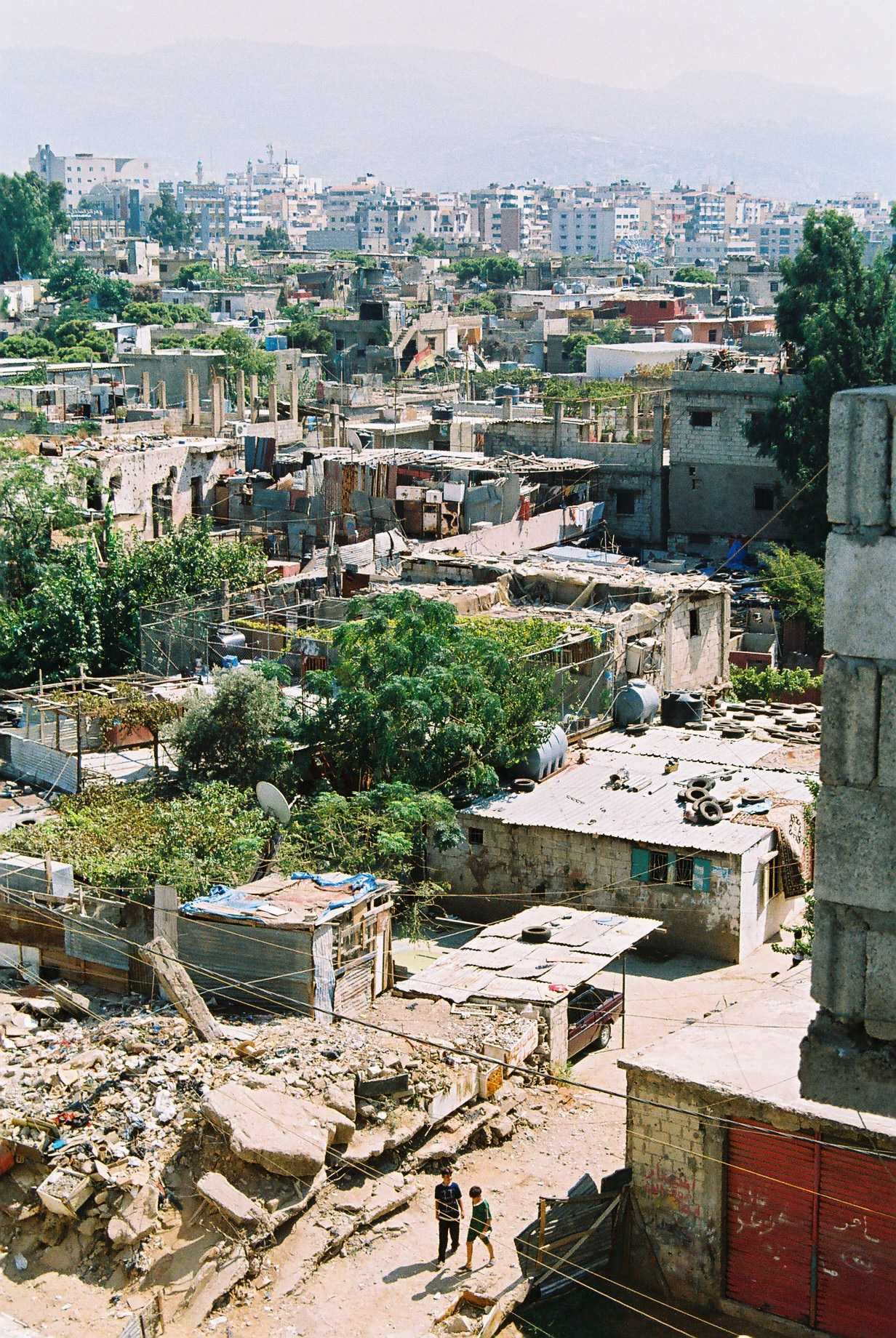
Сабра и Шатила в 2003 году

Совет Безопасности ООН осудил резню. В резолюции Генеральной Ассамблее ООН резня в Сабре и Шатиле квалифицируется как акт геноцида.
Президент США Роналд Рейган сказал, что он пришёл в ужас от этого нападения и заявил, что «Все порядочные люди должны разделять наше возмущение и отвращение».
Международная общественность возложила ответственность за резню гражданских лиц на Израиль, чьи войска обеспечивали оцепление лагерей, но не принимали непосредственного участия в резне. Согласно этому мнению, резня стала возможной при бездействии местных израильских командиров и высшего военного командования.
По мнению ряда источников, с течением времени тот факт, что в Сабре и Шатиле арабы убивали арабов, в мире был забыт, а в убийствах обвиняли Израиль.
Ряд источников полагает, что резня в Сабре и Шатиле получила незаслуженно большое внимание именно из-за вовлечённости Израиля. Такого мнения, в частности, придерживаются учёные из Института экономики переходного периода.
Другие, наоборот, считают, что международная реакция и реакция западной прессы на события в Сабре и Шатиле была недостаточной.
При этом, когда в мае 1985 года мусульманские боевики атаковали лагеря Шатилу и Бурдж эль-Бараджна и, согласно источникам ООН, 635 человек было убито и 2,500 ранено, общественных протестов и расследования, подобных резне 1982 года, отмечено не было Не вызвало международных протестов в адрес какой-либо из участвующих сторон и двухлетнее взаимное истребление сторонников просирийской шиитской организации Amal и ООП, в котором погибли более 2000 человек, включая множество мирных жителей. Международная реакция была минимальной также и в октябре 1990 года, когда сирийские войска захватили контролируемые христианами районы Ливана и за восемь часов столкновений были убиты 700 христиан.
Йехуда Авнер, директор неправительственной организации MESI, бывший сотрудник канцелярий пяти премьер-министров Израиля (Леви Эшколь, Голда Меир, Ицхак Рабин, Менахем Бегин и Шимон Перес) и бывший посол Израиля в Англии и Австралии, отмечает правоту Бегина, написавшего в 1982 году сенатору США Алану Грэнстону (Alan Cranston):
- «Первым, ужасающим, фактом является то, что арабы убили арабов. Вторым — то, что израильские солдаты остановили кровавую бойню. И третий заключается в том, что если нынешняя клеветническая кампания против Израиля будет продолжаться и дальше без возмущённой реакции приличных людей, да — возмущённой, то в течение нескольких недель или месяцев останется только всеобщее мнение, что именно израильские военные совершили эти ужасные убийства».

«Просто сделайте поиск в интернете», — пишет Авнер. «Подумайте о гневных откликах по результатам второй Ливанской войны 2006 года в свете первой 1982 года. Парадокс торжествует».

## В искусстве
В 2008 году израильский режиссёр Ари Фольман снял анимационный фильм «Вальс с Баширом», повествующий о войне в Ливане и событиях в лагерях Сабра и Шатила. Фильм представляет собой серию интервью с солдатами армии Израиля, ставшими участниками войны и свидетелями резни.